# 松田龍平
松田龍平（日语：／ Matsuda Ryūhei，1983年5月9日—），日本男演員，出生於日本東京都，身高183公分。體重63公斤。血型B型。15歲時被著名導演大島渚發掘，主演電影《御法度》而出道，並奪得多項新人獎，其後從堀越高等學校中途休學加入演藝界。2013年憑電影《編舟記》奪得日本電影金像獎、報知電影獎、電影旬報十佳獎等共8個最佳男主角獎項。
松田出生於演藝世家，父親為早逝的知名演員松田優作，母親松田美由紀和母親的姐姐熊谷真實也是演員，弟弟松田翔太亦是演員，而妹妹現今是日本非獨立新生電子樂團Young Juvenile Youth的女主唱Yuki。
2009年1月11日跟日俄混血模特兒太田莉菜奉子成婚，同年女兒出生，但2017年12月28日兩人宣佈離婚。2021年因混血模特兒女友懷孕而再奉子成婚。

## 出道過程
松田龍平15歲時被《御法度》導演大島渚一眼相中而成為男主角。其實《御法度》於1994年就打算開拍，臨開拍前導演生了一場重病故電影暫時停拍，一延宕就是幾年光景，等導演身體恢復後馬上重新籌備劇組的拍攝工作，而原定的男主角武田真治已超齡不適合演出此角，便分配飾演青年劍士沖田總司，但苦於找不到合適的男主角故電影無法進行拍攝。
一天大導演無意中看到一張媒體拍攝的松田龍平在街上漫步的照片，便認定松田龍平就是他要找的加納惣三郎。於是向同是演員的媽媽美由紀母子相約飯局商討電影相關事宜，而一旁的松田龍平並不知情。幾天後松田龍平收到劇本並正式向他提出邀請，但那時的龍平雖生於演藝家庭，卻夢想當足球員，對演戲並沒多大興趣，又因看到劇本是關於同性題材十分反感，加上自己從來沒有正式演過戲，唯一的演戲經驗只是在學校劇社裡做過「路人甲」，而如今要和北野武、淺野忠信、武田真治等一眾知名演員一起演出，壓力甚大所以很想拒絕。便向導演提出以考完高中入學考試為拖延理由，原以為像大島渚這樣的大導演想必不願等人，沒想到導演為了讓他接下加納一角，不但找來松田龍平的媽媽當遊說更不惜延遲開鏡，最終他仍是接拍了《御法度》，並以此片橫掃多項新人賞的亮麗之姿正式踏入了演藝界。

## 作品風格
松田龍平自出道後便活躍於電影圈，也因為其獨樹一幟的個人特質頗受風格名導青睞。合作過的導演包括前衛電影大師大島渚（《御法度》）、鬼才導演三池崇史（《IZO以藏》、《46億年之戀》、《夜叉之池》）、豐田利晃（《藍色青春》、《九條魂 9 souls》）等，早期接拍的電影風格也以另類非主流偏向意識形態的Cult Film為主，《昭和歌謠大全集》、《戀之門》、《亂步地獄》都是此類作品，中期的角色《蟹工船》、《明天的喜多善男》等能看到他演技日漸成熟的另外一面。至今，松田龍平更加致力於角色的多元性發展，但凡無論是前期《御法度》裡的魔性少年、《藍色青春》裡的校霸大佬、《九條魂 9 souls》的弒父青年、《46億年之戀》的羸弱男妓，甚至於《NANA》 的酷勁吉他手，任何種類型的角色都自然融入了屬於他強烈的個人色彩，透過他對角色的理解與獨到的演繹方式呈現，從早期妖異邊緣的螢幕形象到後期蛻變為內斂不動聲色卻蘊含爆發力的演技，近期作品包括《編舟記》裡木訥不擅言詞的文科男、《真幌站前多田便利屋》頹廢脫力系屌絲男、《小海女》外冷內熱的經紀人等。

## 生涯略歷
- 6歲時父親松田優作病逝，直到中學時期被大島渚發掘而成為演員。
- 1998年10月，出道作電影《御法度》製作發表記者會舉行，松田龍平首次以演員身份面對傳媒，當時只有15歲。[5]
- 1999年4至6月拍攝《御法度》，拍畢時已經16歲。

同年10月，《御法度》上映，其後電影獲得第53屆康城影展金棕櫚獎提名，大島渚帶著當時只有16歲的松田龍平在各大國際影展上亮相，而松田亦一度成為熱門討論焦點。此片是大島渚的遺作，電影在日本電影金像獎、藍絲帶獎等均有好成績，松田亦獲得多個新人獎，當中包括日本電影金像獎新人獎及藍絲帶獎新人獎。
- 2004年首次出演舞台劇《夜叉之池》（也是導演三池崇史首次執導的舞台劇）。

同年的電影作品《戀之門》裡首次挑戰喜劇片的類型。
- 2007年首次出演電視劇《ハゲタカ 禿鷲》(NHK)。
- 2009年1月11日透過經紀公司正式宣布與太田莉菜結婚，在予媒體的傳真中表示雙方已在女方生日時辦理結婚登記，長女亦在同年誕生。
- 2013年首次海外演出，參與印尼與美國聯合製作的電影《突擊死亡塔2：黑金任務》，此片於2014年上映。
- 2013年主演電影《編舟記》，此片改編自日本知名暢銷作家三浦紫苑小說作品本屋大賞第一名《啟航吧！編舟計畫》，並代表日本角逐第86屆奧斯卡金像獎最佳外語片。松田憑藉馬締光也一角奪下8項最佳男主角獎項，當中包括日本電影金像獎、報知電影獎、電影旬報十佳獎的最佳男主角，其中第38屆報知電影獎最佳男主角獎更打破日本影史上首次父子獲得同一獎項、兩代封帝的紀錄，該片與其它要角亦獲多項獎項肯定。

《編舟記》自從在8月22日在香港上映以來廣受好評，並獲得當地著名作家、影評人、文化人等高度讚賞並掀起一股熱潮，成為該年度香港最受歡迎日片並將上映日期延長至2014年。
- 2013年首次出演NHK電視台晨間劇《小海女》，飾演能年玲奈的經紀人水口琢磨，此角是他從影以來少數貼近民眾生活的角色之一，此角大受歡迎而廣泛受到日本觀眾的青睞。

## 演出
粗體字為主演。

### 電影
- 御法度（1999年12月18日）（導演：大島渚）　飾　加納總三郎（加納惣三郎）
- 鬼卜怪談（日语：死びとの恋わずらい）（又譯：至死不渝的愛）（2001年3月24日）　飾　柴山龍介
- 跑啊!一郎（日语：走れ!イチロー）（2001年4月28日）　飾　 望月竜介
- 藍色青春（2002年6月29日）（導演：豐田利晃）　飾　九條
- 戀愛寫真（2003年6月14日）（導演：堤幸彦）　飾　瀬川誠人
- 17歲（2003年6月21日）　飾　少年
- 九條魂 9 souls（日语：ナイン・ソウルズ）（2003年7月19日）（導演：豐田利晃）　飾　金子未散
- 八月的沖繩（日语：八月のかりゆし）（2003年8月2日）　飾　テル
- 昭和歌謠大全集（日语：昭和歌謡大全集 (映画)）（2003年11月8日）（導演：篠原哲雄）　飾　石原
- 甜心戰士（2004年5月29日）（導演：庵野秀明）　飾　NSAクライアント (友情客串)
- 以藏（日语：IZO (映画)）（2004年8月21日）（導演：三池崇史）　飾　殿下／最高統治者
- 戀之門（日语：恋の門）（2004年10月9日）（導演：松尾鈴木）　飾　蒼木門
- NANA（2005年9月3日）　飾　本城蓮
- 亂步地獄（日语：乱歩地獄）（「芋蟲（日语：芋虫 (小説)）」篇）（2005年11月5日）（導演：實相寺昭雄）　飾　平井太郎
- 第三凶間（日语：ギミー・ヘブン）（2006年1月14日）　飾　帆村薫
- 46億年之戀（日语：46億年の恋）（2006年8月26日）（導演：三池崇史）　飾　有吉淳
- 惡夢偵探（日语：悪夢探偵）（2007年1月13日）（導演：塚本晉也）　飾　影沼京一
- 長州五傑（2007年2月10日）　飾　山尾庸三
- 世界有時很美（日语：世界はときどき美しい）（第四章）（2007年3月31日）　飾　柊一
- 燒肉大戰（日语：The焼肉ムービー プルコギ）（2007年5月5日）　飾　達治
- 家鴨與野鴨的投幣式置物櫃（2007年6月23日）　飾　謎之男
- 戀愛格局（日语：恋するマドリ）（2007年8月18日）　飾　大野隆
- 傳染歌（2007年8月25日）　飾　長瀬陸
- 惡夢探偵2（日语：悪夢探偵）（2008年12月20日）（導演：塚本晉也）　飾　影沼京一
- 誰來守護我（2009年1月24日）　飾　三島省吾
- 禿鷲（日语：ハゲタカ (映画)）（2009年6月6日）　飾　西野治
- 劍岳 點之記（日语：劒岳 点の記）（2009年6月20日）（導演：木村大作）　飾　生田信
- 蟹工船（2009年7月4日）（導演：薩布SABU）　飾　木村新庄
- 敏行快跑（2010年1月30日）　飾　青山貴博
- 真幌站前多田便利屋（2011年4月23日）（導演：大森立嗣）　飾　行天春彥
- 泡吧偵探（日语：探偵はBARにいる）（2011年9月10日）　飾　高田
- I'M FLASH!（日语：I'M FLASH!）（2012年9月1日）（導演：豐田利晃）　飾　新野風
- 北方的金絲雀（2012年11月3日）　飾　松田勇
- 編舟記（2013年4月13日）（導演：石井裕也）　飾　馬締光也
- 泡吧偵探 2（日语：探偵はBARにいる）（2013年5月11日）　飾　高田
- 麥子小姐（2013年12月21日）　飾　小岩憲男
- 真幌站前狂騷曲（2014年10月18日）（導演：大森立嗣）　飾　行天春彥
- 突擊死亡塔2：黑金任務（2014年11月22日）　飾　Keiichi（日本黑幫後藤之子）
- 再見金錢，前往貧困村（日语：ジヌよさらば〜かむろば村へ〜）（2015年）（導演：松尾鈴木）　飾　高見武晴
- 龐克頭返鄉記（2016年）（導演：沖田修一）飾　田村永吉
- 殿下，請給利息！（2016年5月14日）飾　萱場杢
- 我的叔叔（2016年11月3日）（導演：山下敦弘）飾　"叔叔"
- 東京夜空最深藍（2017年5月13日）飾　智之
- 散步的侵略者（2017年9月9日）（導演：黑澤清）飾　加濑真治
- 泡吧偵探 3（日语：探偵はBARにいる）（2017年12月1日）（導演：吉田照幸）飾　高田
- 羊之木 (2018年) (導演：吉田大八) 飾　宮腰一郎
- 愛哭鬼的棋蹟 （2018年）（導演：豐田利晃）飾　瀬川晶司
- 狼煙が呼ぶ（2019年9月20日）
- 影裏（2020年2月14日）（導演：大友啓史）飾　日淺典博
- 破壊の日（2020年7月24日）（導演：豐田利晃）飾　新野風
- ゾッキ（2021年4月2日公開予定）（導演：山田孝之/竹中直人/齊藤工）
- わたくしどもは。（2024年5月31日公開予定）（導演：富名哲也）

### 電視劇
- 三億日圓事件（2000年12月30日、富士電視台）　飾　佐藤六郎
- 禿鷲（日语：ハゲタカ_(テレビドラマ)）（2007年2月17日 - 3月24日、NHK）　飾　西野治
- 明天的喜多善男（2008年1月8日 - 3月18日、關西電視台）　飾　矢代平太
- 誰都不能保護（2009年1月24日、富士電視台）　飾　三島省吾
- 天地人（大河劇）（2009年7月12日 - 11月22日、NHK）　飾　伊達政宗（第28話 - 最終話）
- 同期（2011年2月20日、WOWOW）　飾　宇田川亮太 （主演）
- 真幌站前番外地（2013年1月11日 - 3月29日、東京電視台）　飾　行天春彥 （主演）
- 小海女（2013年5月17日 - 9月28日、NHK、編劇：宮藤官九郎、導演：井上剛）　飾　水口琢磨（第7週 - 最終週）
- 小荳荳電視台（2016年4月30日 - 6月18日、NHK）　飾　製作人（最終話）
- 營業部長 吉良奈津子（2016年7月21日 - 9月22日、富士電視台）　飾　高木啓介
- 四重奏（2017年1月 - 2017年3月，TBS）　飾　別府司
- 眩~北齋的女兒（日语：眩#テレビドラマ）（2017年9月18日、NHK）　飾　池田善次郎（日语：渓斎英泉）
- Smoking（2018年4月20日 - 7月6日、東京電視台）　飾　榊原正幸
- 無法成為野獸的我們（2018年10月10日 - 12月12日、日本電視台）　飾　根元恆星　（與新垣結衣雙主演）
- 扭曲的波紋（2019年11月3日 - 12月22日、NHK BSプレミアム）　飾　沢村政彦　（主演）
- 异乡人：上海的芥川龙之介（2019年12月30日、NHK）　飾　芥川龙之介　（主演）
- 桶狹間～織田信長 霸王的誕生～（2021年3月26日、富士電視台）飾 柴田勝家
- 大豆田永久子與三個前夫（2021年4月13日 - 6月15日）、關西電視台） 飾 田中八作
- 鵜頭川村事件（2022年8月28日 - 10月2日、WOWOW）　飾　岩森明　（主演）[6]
- 一擊 （2023年1月、NHK）飾 島田幸之介[7]
- 0.5的男人（2023年5月28日 - 6月25日、WOWOW）　飾　立花雅治　（主演）[8]
- 穴界風雲（2023年9月22日 - 11月24日、DMM TV）　飾　沼倉孝一　（主演）
- 宛如阿修羅（2025年1月9日、Netflix） 飾　勝又静雄
- 東京沙拉碗（2025年1月7日 - 3月4日、NHK）　飾　有木野了　（主演）[9]
- 災 第1話・第2話（2025年4月6日・13日、WOWOW） 飾　倉本慎一郎 役[10]

### 舞台劇
- 夜叉之池（2004年10月28日、PARCO劇場）（導演：三池崇史）　飾　山澤（共演者: 武田真治、松雪泰子、田畑智子、遠藤憲一）
- R2C2機器人不玩樂隊（2009年4月27日 - 6月14日、東京 / 大阪）（導演：宮藤官九郎）　飾　機器人R2C2（共演者：森山未來、片山桐、片桐入）
- 冒した者 （页面存档备份，存于）（2013年9月5日 - 10月12日、東京 / 地方）　飾　須永（共演者：田中哲司、長塚圭史、松雪泰子）
- イーハトーボの劇列車（2019年2月5日-3月31日、東京 / 地方）（導演：長塚圭史）飾 宮沢賢治（共演者：山西惇、岡部たかし、村岡希美、土屋佑壱）
- 近松心中物語（2021年9月4日-20日、KAAT神奈川藝術劇場）（導演：長塚圭史）（共演者：田中哲司、石橋靜河、笹本玲奈）

### 廣播劇
- 在世界的中心呼喊愛情（2004年5月4日）　飾　松本朔太郎

### 紀錄片
- 幻のアンデス黄金帝国　インカに眠る12の謎（2007）
- 赤子英魂：松田優作（日语：SOUL RED 松田優作）（2009年11月6日）
- 劍岳拍攝手記 -海拔3000米、激鬥873日-（2009年11月14日）

### 廣告
- 鬼武者2（2002年2月 - ）
- JACCS CARD（2003年10月 - ）
- TOYOTA ist（2003年10月 - ）
- 赤色鋼鐵Ubisoft Red Steel（2006年11月 - ）
- sapporobeer淒味生啤酒（2007年5月 - ）
- UNIQLO（2007年10月 - 2010）
- JT Roots AROMA BLACK咖啡（2010年4月 - ）
- Rigaos男士洗髮精 （页面存档备份，存于）（2011年8月 - ）
- PlayStation Vita（2011年12月 - ）
- NTT docomo電信公司（2013年2月 - ）
- KAGOME可果美植物系乳酸菌 （页面存档备份，存于）（2013年9月 - ）
- ZIMA 酒精飲品 （页面存档备份，存于）（2014年4月 - ）

## 獎項

### 1999-2000年
- 第42屆 藍絲帶獎：新人賞（《御法度》）
- 第23屆 日本電影學院獎：新人俳優賞（《御法度》）
- 第09屆 日本映畫批評家大賞：新人賞（《御法度》）
- 第37屆 金箭獎：新人賞（《御法度》）
- 第74屆 電影旬報十佳獎：新人男優賞（《御法度》）
- 第55屆 每日電影獎：新人賞（《御法度》）
- 第22屆 橫濱電影節：最優秀新人賞（《御法度》）

### 2007年
- 第22屆 高崎電影節：最佳男配角（《家鴨與野鴨的投幣式置物櫃》）

### 2008年
- 第56屆 日劇學院獎：最佳男配角（《明天的喜多善男》）

### 2010年
- 第35屆 エランドール賞：新人賞（《誰來守護我》、《禿鷲》）

### 2011年
- 第35屆 日本電影學院獎：最佳男配角（提名）（《泡吧偵探》）
- 第66屆 日本放送映畫藝術大賞（電影部門）：最佳男配角（《真幌站前多田便利屋》、《泡吧偵探》）

### 2013年
- 第05屆 TAMA映画賞：最佳男主角（《編舟記》、《泡吧偵探2》、《北方的金絲雀》）
- 第53屆 ACC CM FESTIVAL：演技賞（《dビデオTVCM「BAR篇」》，與羅拔迪尼路合作的廣告作品）
- 第78屆 日劇學院賞：最佳男配角（提名）（《小海女》）
- 第38屆 報知電影獎：最佳男主角（《編舟記》）
- 第26屆 日刊體育電影大獎：最佳男主角 （《編舟記》）
- 第87屆 電影旬報十佳獎：最佳男主角 （《編舟記》）

### 2014年
- 第68屆 每日電影獎：最佳男主角（《編舟記》）
- Movie Plus Awards 2013
  - 電影專家大賞：演員獎 第1位（《編舟記》等）
  - 電影迷大賞：演員獎 第3位（《編舟記》等）
- 第23屆 東京體育電影獎：最佳男主角（《編舟記》）
- 第37屆 日本電影學院獎
  - 最佳男主角（《編舟記》）
  - 最佳男配角（提名）（《泡吧偵探2》）
- 第68屆 日本放送映畫藝術大賞
  - 電影部門：最佳男主角（《編舟記》）
  - 電視部門：最佳男配角（提名）（《小海女》、《真幌站前番外地》）
- 第23屆 日本映画批評家大賞：最佳男主角（《編舟記》）

### 2017年
- 第92回 日劇學院賞主題曲賞《大人的法則》Doughnuts Hole（四重奏）

### 2018年
- 第41屆 日本電影學院獎
  - 最佳男配角（提名）（《泡吧偵探3》）

### 2019年
- 第2屆 海南島國際電影節：最佳男演員獎（《影裏》）

## 個人相關刊物
- ACTORS FILE 松田龍平 公式紀錄書( アクターズ・ファイル　松田龍平)-2013年由日本電影旬報（キネマ旬報）發行

## 外部連結
- 松田　龍平｜office-saku （页面存档备份，存于）
- 松田龍平的Instagram帳戶
- 松田龍平官方網站（已關閉）

Template:日劇學院賞最佳電視劇歌曲